# Anillinus elongatus
Anillinus elongatus är en skalbaggsart som beskrevs av René Gabriel Jeannel. Anillinus elongatus ingår i släktet Anillinus och familjen jordlöpare. Inga underarter finns listade i Catalogue of Life.